# 12e étape du Tour de France 2005
Pour un article plus général, voir Tour de France 2005.
La 12e étape du Tour de France 2005 s'est déroulée le 14 juillet 2005 entre Briançon et Digne-les-Bains sur une distance de 187 km comprenant quatre cols de difficulté moyenne.
Après 70 km de course, un groupe de 13 coureurs parvient à s'extirper du peloton et c'est à 37 km de l'arrivée, au col de Corobin, que le Français David Moncoutié s'échappe seul du groupe de tête. Il résiste à sept coureurs à sa poursuite et remporte la victoire d'étape. Il est suivi à 57 secondes par un autre Français, Sandy Casar, qui prend la seconde place au sprint. Cette victoire française, la première du tour 2005, était attendue à l'occasion de la fête nationale, événement qui motive souvent les coureurs français à se distinguer.
L'abandon du maillot vert Tom Boonen, blessé à la suite d'une chute la veille, a permis à Thor Hushovd de porter le maillot du meilleur sprinter. Lance Armstrong conserve son maillot jaune et le classement général des principaux favoris reste inchangé à l'issue de la course.
À noter que de nombreux contrôles antidopage ont été effectués la veille et durant la matinée.

## Sprints intermédiaires
- 1. Sprint intermédiaire de La Roche-de-Rame (kilomètre 17,5)

| Premier   | Bradley McGee, 6 pts. et 6 s |
| Second    | Robbie McEwen, 4 pts. et 4 s |
| Troisième | Thor Hushovd, 2 pts. et 2 s  |
- 2. Sprint intermédiaire de Embrun (kilomètre 44,5)

| Premier   | Sylvain Chavanel, 6 pts. et 6 s |
| Second    | Alberto Contador, 4 pts. et 4 s |
| Troisième | Laurent Lefèvre, 2 pts. et 2 s  |

## Classement du maillot à pois de la montagne
| Premier   | Michael Boogerd, 4 pts.  |
| Second    | Pierrick Fédrigo, 3 pts. |
| Troisième | Stefano Garzelli, 2 pts. |
| Quatrième | Egoi Martínez, 1 pts.    |

| Premier   | Juan Manuel Gárate, 10 pts. |
| Second    | Sandy Casar, 9 pts.         |
| Troisième | Stuart O'Grady, 8 pts.      |
| Quatrième | Patrice Halgand, 7 pts.     |
| Cinquième | Axel Merckx, 6 pts.         |
| Sixième   | José Luis Arrieta, 5 pts.   |

| Premier   | Juan Manuel Gárate, 3 pts. |
| Second    | Axel Merckx, 2 pts.        |
| Troisième | José Luis Arrieta, 1 pts.  |

| Premier   | David Moncoutié, 10 pts.   |
| Second    | Juan Manuel Gárate, 9 pts. |
| Troisième | Axel Merckx, 8 pts.        |
| Quatrième | José Luis Arrieta, 7 pts.  |
| Cinquième | Sandy Casar, 6 pts.        |
| Sixième   | Patrice Halgand, 5 pts.    |

- 5. Col de l'Orme (Alpes-de-Haute-Provence), 4e catégorie (kilomètre 181)

| Premier   | David Moncoutié, 3 pts.    |
| Second    | Juan Manuel Gárate, 2 pts. |
| Troisième | Axel Merckx, 1 pts.        |

## Classement de l'étape
| \| Classement de l'étape \| Classement de l'étape \| Classement de l'étape \| Classement de l'étape \| Classement de l'étape \| \| Coureur \| Coureur \| Pays \| Équipe \| Temps \| \| --------------------- \| --------------------- \| --------------------- \| ------------------------------- \| --------------------- \| \| 1er \| David Moncoutié \| France \| Cofidis-Le Crédit par Téléphone \| 4 h 20 min 06 s \| \| 2e \| Sandy Casar \| France \| La Française des jeux \| + 57 s \| \| 3e \| Ángel Vicioso \| Espagne \| Liberty Seguros-Würth \| + 57 s \| \| 4e \| Patrice Halgand \| France \| Crédit Agricole \| + 57 s \| \| 5e \| José Luis Arrieta \| Espagne \| Illes Balears-Caisse d'Épargne \| + 57 s \| \| 6e \| Franco Pellizotti \| Italie \| Liquigas-Bianchi \| + 57 s \| \| 7e \| Axel Merckx \| Belgique \| Davitamon-Lotto \| + 57 s \| \| 8e \| Juan Manuel Gárate \| Espagne \| Saunier Duval-Prodir \| + 57 s \| \| 9e \| Thor Hushovd \| Norvège \| Crédit Agricole \| + 3 min 15 s \| \| 10e \| Stuart O'Grady \| Australie \| Cofidis-Le Crédit par Téléphone \| + 3 min 15 s \| |                    |           |                                 |                 |
| |                    |           |                                 |                 |
| |                    |           |                                 |                 |
| Classement de l'étape |                    |           |                                 |                 |
| Coureur | Coureur            | Pays      | Équipe                          | Temps           |
| 1er | David Moncoutié    | France    | Cofidis-Le Crédit par Téléphone | 4 h 20 min 06 s |
| 2e | Sandy Casar        | France    | La Française des jeux           | + 57 s          |
| 3e | Ángel Vicioso      | Espagne   | Liberty Seguros-Würth           | + 57 s          |
| 4e | Patrice Halgand    | France    | Crédit Agricole                 | + 57 s          |
| 5e | José Luis Arrieta  | Espagne   | Illes Balears-Caisse d'Épargne  | + 57 s          |
| 6e | Franco Pellizotti  | Italie    | Liquigas-Bianchi                | + 57 s          |
| 7e | Axel Merckx        | Belgique  | Davitamon-Lotto                 | + 57 s          |
| 8e | Juan Manuel Gárate | Espagne   | Saunier Duval-Prodir            | + 57 s          |
| 9e | Thor Hushovd       | Norvège   | Crédit Agricole                 | + 3 min 15 s    |
| 10e | Stuart O'Grady     | Australie | Cofidis-Le Crédit par Téléphone | + 3 min 15 s    |

## Classement général
| \| Classement général \| Classement général \| Classement général \| Classement général \| Classement général \| \| Coureur \| Coureur \| Pays \| Équipe \| Temps \| \| ------------------ \| ------------------ \| ------------------ \| ------------------------------ \| ------------------ \| \| 1er \| Lance Armstrong \| États-Unis \| Discovery Channel \| DQ \| \| 2e \| Michael Rasmussen \| Danemark \| Rabobank \| + 38 s \| \| 3e \| Christophe Moreau \| France \| Crédit Agricole \| + 2 min 34 s \| \| 4e \| Ivan Basso \| Italie \| CSC \| + 2 min 40 s \| \| 5e \| Alejandro Valverde \| Espagne \| Illes Balears-Caisse d'Épargne \| + 3 min 16 s \| \| 6e \| Santiago Botero \| Colombie \| Phonak Hearing Systems \| + 3 min 48 s \| \| 7e \| Levi Leipheimer \| États-Unis \| Gerolsteiner \| DQ \| \| 8e \| Francisco Mancebo \| Espagne \| Illes Balears-Caisse d'Épargne \| + 4 min 00 s \| \| 9e \| Jan Ullrich \| Allemagne \| T-Mobile \| + 4 min 02 s \| \| 10e \| Andreas Klöden \| Allemagne \| T-Mobile \| + 4 min 16 s \| |                    |            |                                |              |
| |                    |            |                                |              |
| |                    |            |                                |              |
| Classement général |                    |            |                                |              |
| Coureur | Coureur            | Pays       | Équipe                         | Temps        |
| 1er | Lance Armstrong    | États-Unis | Discovery Channel              | DQ           |
| 2e | Michael Rasmussen  | Danemark   | Rabobank                       | + 38 s       |
| 3e | Christophe Moreau  | France     | Crédit Agricole                | + 2 min 34 s |
| 4e | Ivan Basso         | Italie     | CSC                            | + 2 min 40 s |
| 5e | Alejandro Valverde | Espagne    | Illes Balears-Caisse d'Épargne | + 3 min 16 s |
| 6e | Santiago Botero    | Colombie   | Phonak Hearing Systems         | + 3 min 48 s |
| 7e | Levi Leipheimer    | États-Unis | Gerolsteiner                   | DQ           |
| 8e | Francisco Mancebo  | Espagne    | Illes Balears-Caisse d'Épargne | + 4 min 00 s |
| 9e | Jan Ullrich        | Allemagne  | T-Mobile                       | + 4 min 02 s |
| 10e | Andreas Klöden     | Allemagne  | T-Mobile                       | + 4 min 16 s |

## Classements annexes
| Classement par points | Classement par points | Classement par points | Classement par points           | Classement par points |
| Coureur               | Coureur               | Pays                  | Équipe                          | Points                |
| --------------------- | --------------------- | --------------------- | ------------------------------- | --------------------- |
| 1er                   | Thor Hushovd          | Norvège               | Crédit Agricole                 | 142 pts               |
| 2e                    | Stuart O'Grady        | Australie             | Cofidis-Le Crédit par Téléphone | 120 pts               |
| 3e                    | Robbie McEwen         | Australie             | Davitamon-Lotto                 | 107 pts               |
| 4e                    | Alexandre Vinokourov  | Kazakhstan            | T-Mobile                        | 81 pts                |
| 5e                    | Bernhard Eisel        | Autriche              | La Française des jeux           | 69 pts                |

| Classement par points | Classement par points | Classement par points | Classement par points           | Classement par points |
| Coureur               | Coureur               | Pays                  | Équipe                          | Points                |
| --------------------- | --------------------- | --------------------- | ------------------------------- | --------------------- |
| 1er                   | Thor Hushovd          | Norvège               | Crédit Agricole                 | 142 pts               |
| 2e                    | Stuart O'Grady        | Australie             | Cofidis-Le Crédit par Téléphone | 120 pts               |
| 3e                    | Robbie McEwen         | Australie             | Davitamon-Lotto                 | 107 pts               |
| 4e                    | Alexandre Vinokourov  | Kazakhstan            | T-Mobile                        | 81 pts                |
| 5e                    | Bernhard Eisel        | Autriche              | La Française des jeux           | 69 pts                |

| Classement de la montagne | Classement de la montagne | Classement de la montagne | Classement de la montagne | Classement de la montagne |
| Coureur                   | Coureur                   | Pays                      | Équipe                    | Points                    |
| ------------------------- | ------------------------- | ------------------------- | ------------------------- | ------------------------- |
| 1er                       | Michael Rasmussen         | Danemark                  | Rabobank                  | 160 pts                   |
| 2e                        | Christophe Moreau         | France                    | Crédit Agricole           | 89 pts                    |
| 3e                        | Santiago Botero           | Colombie                  | Phonak Hearing Systems    | 88 pts                    |
| 4e                        | Alexandre Vinokourov      | Kazakhstan                | T-Mobile                  | 71 pts                    |
| 5e                        | Lance Armstrong           | États-Unis                | Discovery Channel         | DQ                        |

| Classement de la montagne | Classement de la montagne | Classement de la montagne | Classement de la montagne | Classement de la montagne |
| Coureur                   | Coureur                   | Pays                      | Équipe                    | Points                    |
| ------------------------- | ------------------------- | ------------------------- | ------------------------- | ------------------------- |
| 1er                       | Michael Rasmussen         | Danemark                  | Rabobank                  | 160 pts                   |
| 2e                        | Christophe Moreau         | France                    | Crédit Agricole           | 89 pts                    |
| 3e                        | Santiago Botero           | Colombie                  | Phonak Hearing Systems    | 88 pts                    |
| 4e                        | Alexandre Vinokourov      | Kazakhstan                | T-Mobile                  | 71 pts                    |
| 5e                        | Lance Armstrong           | États-Unis                | Discovery Channel         | DQ                        |

| Classement du meilleur jeune | Classement du meilleur jeune | Classement du meilleur jeune | Classement du meilleur jeune   | Classement du meilleur jeune |
| Coureur                      | Coureur                      | Pays                         | Équipe                         | Temps                        |
| ---------------------------- | ---------------------------- | ---------------------------- | ------------------------------ | ---------------------------- |
| 1er                          | Alejandro Valverde           | Espagne                      | Illes Balears-Caisse d'Épargne | 46 h 33 min 52 s             |
| 2e                           | Yaroslav Popovych            | Ukraine                      | Discovery Channel              | + 3 min 09 s                 |
| 3e                           | Andrey Kashechkin            | Kazakhstan                   | Crédit Agricole                | + 3 min 16 s                 |
| 4e                           | Alberto Contador             | Espagne                      | Liberty Seguros-Würth          | + 16 min 15 s                |
| 5e                           | Maxim Iglinskiy              | Kazakhstan                   | Domina Vacanze-De Nardi        | + 25 min 39 s                |

| Classement du meilleur jeune | Classement du meilleur jeune | Classement du meilleur jeune | Classement du meilleur jeune   | Classement du meilleur jeune |
| Coureur                      | Coureur                      | Pays                         | Équipe                         | Temps                        |
| ---------------------------- | ---------------------------- | ---------------------------- | ------------------------------ | ---------------------------- |
| 1er                          | Alejandro Valverde           | Espagne                      | Illes Balears-Caisse d'Épargne | 46 h 33 min 52 s             |
| 2e                           | Yaroslav Popovych            | Ukraine                      | Discovery Channel              | + 3 min 09 s                 |
| 3e                           | Andrey Kashechkin            | Kazakhstan                   | Crédit Agricole                | + 3 min 16 s                 |
| 4e                           | Alberto Contador             | Espagne                      | Liberty Seguros-Würth          | + 16 min 15 s                |
| 5e                           | Maxim Iglinskiy              | Kazakhstan                   | Domina Vacanze-De Nardi        | + 25 min 39 s                |

| Classement par équipes | Classement par équipes         | Classement par équipes | Classement par équipes |
| Équipe                 | Équipe                         | Pays                   | Temps                  |
| ---------------------- | ------------------------------ | ---------------------- | ---------------------- |
| 1re                    | CSC                            | Danemark               | 137 h 14 min 10 s      |
| 2e                     | Illes Balears-Caisse d'Épargne | Espagne                | + 1 min 30 s           |
| 3e                     | T-Mobile                       | Allemagne              | + 2 min 09 s           |
| 4e                     | Crédit Agricole                | France                 | + 8 min 24 s           |
| 5e                     | Discovery Channel              | États-Unis             | + 15 min 16 s          |

| Classement par équipes | Classement par équipes         | Classement par équipes | Classement par équipes |
| Équipe                 | Équipe                         | Pays                   | Temps                  |
| ---------------------- | ------------------------------ | ---------------------- | ---------------------- |
| 1re                    | CSC                            | Danemark               | 137 h 14 min 10 s      |
| 2e                     | Illes Balears-Caisse d'Épargne | Espagne                | + 1 min 30 s           |
| 3e                     | T-Mobile                       | Allemagne              | + 2 min 09 s           |
| 4e                     | Crédit Agricole                | France                 | + 8 min 24 s           |
| 5e                     | Discovery Channel              | États-Unis             | + 15 min 16 s          |